# Pittore BMN
Pittore BMN (fl. 540 a.C. / 530 a.C.) è il nome convenzionale assegnato da John Beazley a un ceramografo attico.

## Opere
È stato individuato come il pittore dell'anfora del British Museum B 295; la lettera N è l'abbreviazione di Nikosthenes la cui firma è presente sul vaso in qualità di ceramista. Si tratta di una piccola anfora a collo distinto che riporta quattro scene di combattimento in palestra realizzate con la tecnica a figure nere. Lo stile di questo pittore non si trova su nessun altro vaso firmato appartenente all'officina di Nikosthenes, ma è stato possibile attribuirgli un certo numero di vasi non firmati e di coppe dei piccoli maestri; tra queste ultime si ricordano una lip cup sempre al British Museum con Teseo e il Minotauro sul labbro e una band cup, con scena di combattimento, conservata a Berlino. Tutte le ceramiche attribuite al Pittore BMN, tra i primi ad operare nell'officina di Nikosthenes, sono decorate a figure nere.